# Slovenská Futbalová Liga 2017
La Slovenská futbalová liga 2017 è la 3ª edizione del campionato di football americano di primo livello a 11 giocatori, organizzato dalla SAAF.

## Squadre partecipanti
| Club                | Città      | Stadio | Sponsor ufficiale | Risultato nella stagione 2016 |
| ------------------- | ---------- | ------ | ----------------- | ----------------------------- |
| Bratislava Monarchs | Bratislava |        |                   |                               |
| Cassovia Steelers   | Košice     |        |                   |                               |
| Nitra Knights       | Nitra      |        |                   |                               |
| Trnava Bulldogs     | Trnava     |        |                   |                               |
| Žilina Warriors     | Žilina     |        |                   |                               |
| Zvolen Patriots     | Zvolen     |        |                   |                               |

## Stagione regolare

### Calendario

#### 1ª giornata
| Arbitri: | Sopkuliak Polák Hakszer Martincek Slastan |

| |           |                                          |
| Lukáč Q1 (TD) 18yd pass from Dobson Brauner Q1 (pat) Dobson Q2 (TD) 1yd run Brauner Q2 (pat) Team Q3 (saf) fumble in endzone | Marcatori | Fečko Čegiň Q4 (TD) 9yd pass from Bútora |

#### 2ª giornata
| Arbitri: | Sopkuliak Polák Vadkerty Bíleš Kiš |

|  |           | |
|  | Marcatori | Team Q1 (saf) sack in endzone Horváth Q2 (TD) 3yd pass from Bútora Hornáček Q2 (pat) Voštinár Q2 (TD) 20yd pass from Bútora Hornáček Q2 (pat) Pargáč Q3 (TD) 4yd run Hornáček Q3 (pat) Vittek Q3 (TD) 18yd interception return Hornáček Q3 (pat) Team Q3 (saf) tackle for loss in endzone Rožík Q3 (TD) 5yd run Hornáček Q3 (pat) Melichár Q4 (TD) 40yd interception return Hornáček Q4 (pat) Voštinár Q4 (TD) 15yd pass from Bútora Hornáček Q4 (pat) |

#### 3ª giornata
| Žilina 1º aprile 2017 | Žilina Warriors | 0 – 45 (0-6 0-19 0-12 0-8) referto | Nitra Knights | (200 spett.)\| Arbitro: \| Sopkuliak \| |
| Arbitro:              | Sopkuliak       |                                    |               |                                         |

| Zvolen 2 aprile 2017 | Zvolen Patriots | 34 – 8 (0-0 0-8 14-0 20-0) referto | Cassovia Steelers | (30 spett.)\| Arbitro: \| Sopkuliak \| |
| Arbitro:             | Sopkuliak       |                                    |                   |                                        |

#### 4ª giornata
| Košice 8 aprile 2017 | Cassovia Steelers | 6 – 20 (0-0 0-6 6-8 0-6) referto | Nitra Knights | (200 spett.)\| Arbitro: \| Polák \| |
| Arbitro:             | Polák             |                                  |               |                                     |

#### 5ª giornata
| Zvolen 23 aprile 2017, ore 14:00 | Zvolen Patriots | 6 – 44 (0-21 0-7 0-9 6-7) referto | Bratislava Monarchs | (30 spett.)\| Arbitro: \| Sopkuliak \| |
| Arbitro:                         | Sopkuliak       |                                   |                     |                                        |

#### 6ª giornata
| Paňovce 29 aprile 2017 | Cassovia Steelers | 0 – 15 (0-7 0-0 0-8 0-0) referto | Trnava Bulldogs | (90 spett.)\| Arbitro: \| Sopkuliak \| |
| Arbitro:               | Sopkuliak         |                                  |                 |                                        |

| Banská Bystrica 30 aprile 2017 | Zvolen Patriots | 0 – 44 (0-7 0-20 0-3 0-14) referto | Žilina Warriors | Dukla (50 spett.)\| Arbitro: \| Sopkuliak \| |
| Arbitro:                       | Sopkuliak       |                                    |                 |                                              |

#### 7ª giornata
| Paňovce 6 maggio 2017 | Cassovia Steelers | 0 – 40 (0-13 0-3 0-17 0-7) referto | Žilina Warriors | (120 spett.)\| Arbitro: \| Polák \| |
| Arbitro:              | Polák             |                                    |                 |                                     |

#### 8ª giornata
| Bratislava 14 maggio 2017 | Bratislava Monarchs | 63 – 6 referto | Nitra Knights | ŠCP Dúbravka (0 spett.)\| Arbitro: \| Sopkuliak \| |
| Arbitro:                  | Sopkuliak           |                |               |                                                    |

#### 9ª giornata
| Hričovské Podhradie 20 maggio 2017 | Žilina Warriors | 0 – 50 (0-7 0-21 0-15 0-7) referto | Bratislava Monarchs | (200 spett.) |

| Nitra 21 maggio 2017 | Nitra Knights | 6 – 13 referto | Trnava Bulldogs | Stadio pod Zoborom (70 spett.)\| Arbitro: \| Sopkuliak \| |
| Arbitro:             | Sopkuliak     |                |                 |                                                           |

#### 10ª giornata
| Paňovce 27 maggio 2017, ore 14:00 | Cassovia Steelers | 30 – 7 referto | Zvolen Patriots | Masek Club |

#### 11ª giornata
| Nitra 3 giugno 2017 | Nitra Knights | 6 – 26 referto | Žilina Warriors | Stadio pod Zoborom (95 spett.)\| Arbitro: \| Sopkuliak \| |
| Arbitro:            | Sopkuliak     |                |                 |                                                           |

#### 12ª giornata
| Hričovské Podhradie 10 giugno 2017 | Žilina Warriors | 19 – 0 referto | Cassovia Steelers | (130 spett.)\| Arbitro: \| Sopkuliak \| |
| Arbitro:                           | Sopkuliak       |                |                   |                                         |

| Nitra 11 giugno 2017 | Nitra Knights | 18 – 6 referto | Zvolen Patriots | Stadio pod Zoborom (87 spett.)\| Arbitro: \| Sopkuliak \| |
| Arbitro:             | Sopkuliak     |                |                 |                                                           |

### Classifica
La classifica della regular season è la seguente:
- PCT = percentuale di vittorie, G = partite giocate, V = partite vinte,  P = partite perse, PF = punti fatti, PS = punti subiti

| Pos. | Squadra             | PCT   | G | V | N | P | PF  | PS  |
| ---- | ------------------- | ----- | - | - | - | - | --- | --- |
| 1    | Bratislava Monarchs | 1.000 | 4 | 4 | 0 | 0 | 173 | 18  |
| 2    | Žilina Warriors     | .800  | 6 | 5 | 0 | 1 | 174 | 56  |
| 3    | Trnava Bulldogs     | .750  | 4 | 3 | 0 | 1 | 87  | 22  |
| 4    | Nitra Knights       | .333  | 6 | 2 | 0 | 4 | 56  | 159 |
| 5    | Cassovia Steelers   | .167  | 6 | 1 | 0 | 5 | 44  | 135 |
| 6    | Zvolen Patriots     | .167  | 6 | 1 | 0 | 5 | 53  | 197 |

## Playoff

### Tabellone
|  | Semifinali | Semifinali          | Semifinali |                     |    | III Slovak Bowl | III Slovak Bowl | III Slovak Bowl |  |
|  |            |                     |            |                     |    |                 |                 |                 |  |
|  | 2          | Žilina Warriors     | 21         |                     |    |                 |                 |                 |  |
|  | 2          | Žilina Warriors     | 21         |                     |    |                 |                 |                 |  |
|  | 4          | Nitra Knights       | 18         |                     |    |                 |                 |                 |  |
|  | 4          | Nitra Knights       | 18         |                     | 2  | Žilina Warriors | 12              |                 |  |
|  |            |                     |            |                     | 2  | Žilina Warriors | 12              |                 |  |
|  |            |                     | 1          | Bratislava Monarchs | 59 |                 |                 |                 |  |
|  | 1          | Bratislava Monarchs | 1          | Bratislava Monarchs | 59 | 55              |                 |                 |  |
|  | 1          | Bratislava Monarchs |            |                     |    |                 |                 |                 |  |
|  | 3          | Trnava Bulldogs     | 0          |                     |    |                 |                 |                 |  |

### Semifinali
| 25 giugno 2017 | Žilina Warriors | 21 – 18 (d.t.s.) (0-6 6-6 3-6 9-0 3-0) referto | Nitra Knights | \| Arbitro: \| Klimeš \| |
| Arbitro:       | Klimeš          |                                                |               |                          |

| 25 giugno 2017 | Bratislava Monarchs | 55 – 0 referto | Trnava Bulldogs | (380 spett.)\| Arbitro: \| Gazdík \| |
| Arbitro:       | Gazdík              |                |                 |                                      |

### III Slovak Bowl
| Bratislava 9 luglio 2017, ore 15:00 | Žilina Warriors | 12 – 59 referto | Bratislava Monarchs | Stadium ŠKP (563 spett.)\| Arbitro: \| Sopkuliak \| |
| Arbitro:                            | Sopkuliak       |                 |                     |                                                     |

## Verdetti
- Bratislava Monarchs Campioni della Slovacchia 2017